# Macrothele calpeiana
Espèce
Synonymes
- Mygale calpeiana Walckenaer, 1805
- Mygale luctuosa Lucas, 1855

Macrothele calpeiana ou mygale andalouse est une espèce d'araignées mygalomorphes de la famille des Macrothelidae.

## Distribution
Cette espèce se rencontre en Espagne en Andalousie et en Estrémadure et au Portugal en Algarve,.
Elle a été introduite ou observée ponctuellement à Ceuta, dans la région de Murcie, dans la province d'Alicante, en Lombardie, en Vénétie, en Suisse, en Belgique et en France, notamment à la suite de l'import d'oliviers issus de sa zone endémique,,.

## Description
Comportement : cette espèce est non agressive et adopte très rapidement une posture d'intimidation lorsqu'elle est importunée.
D'un aspect noir brillant, les mâles mesurent de 20,3 à 26,8 mm et les femelles de 28,2 à 34,7 mm.
Cette espèce vit dans des terriers abandonnés qu'elle aura réaménagés à l'aide de ses crochets, s'en servant comme d'outils fouisseurs. A l'aide de sa paire de filières latérales  postérieures, particulièrement longues chez cette espèce, elle tapisse l'intérieur d'une toile de soie relativement dense, jusqu'à la périphérie de son entrée, lui permettant ainsi de détecter le passage de proies potentielles à sa proximité. Cette araignée chasse à l'affût. Contrairement à une croyance répandue, les araignées et mygales ne sont pas hématophages comme le sont moustiques et tiques.
Il convient d'éviter sa morsure, ne serait-ce que pour la douleur qu'infligerait la pénétration des crochets dans la chair, comparables à deux petits hameçons. Les cas d'envenimations ne sont pas rares mais généralement bénins.

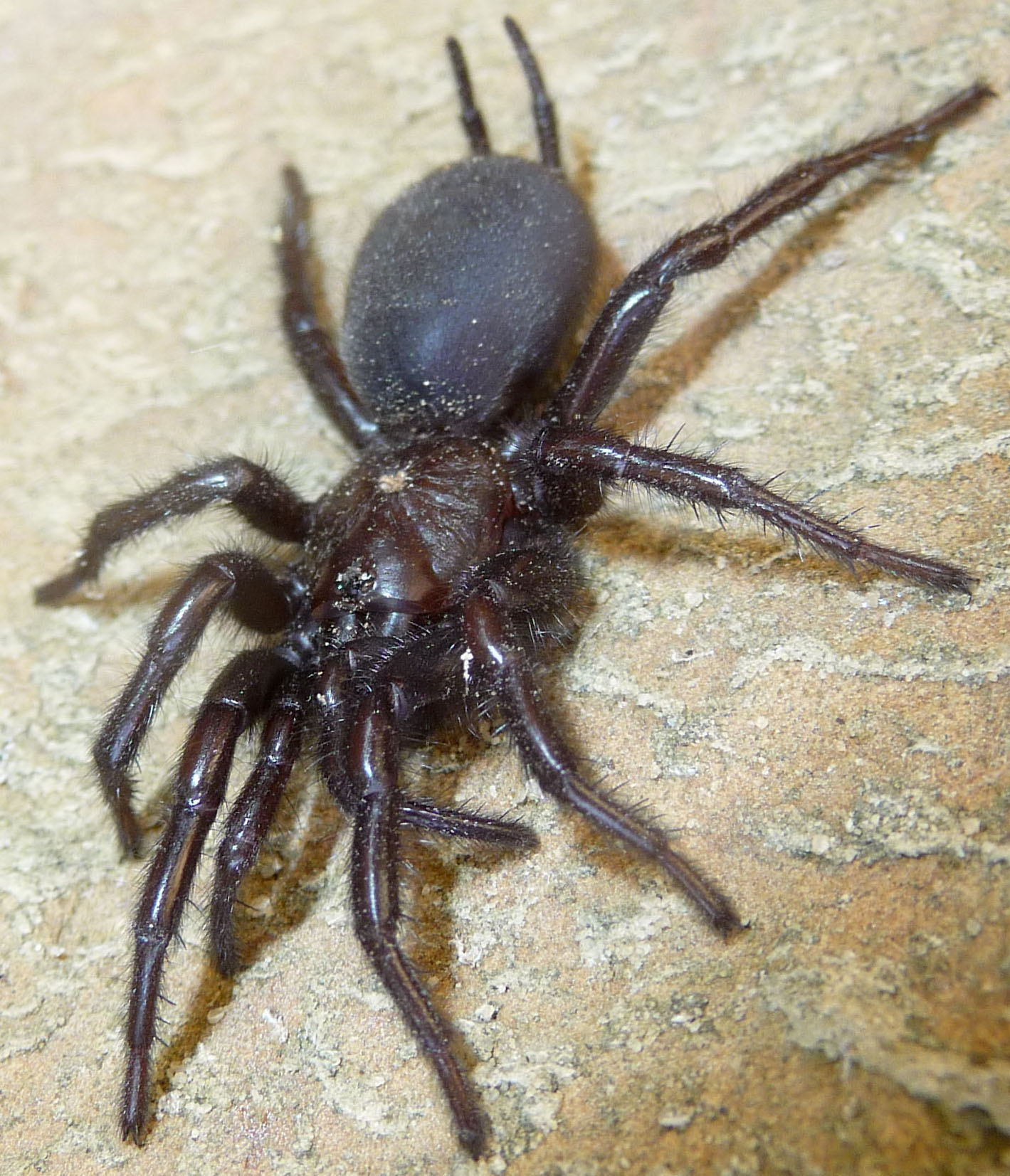
Macrothele calpeiana
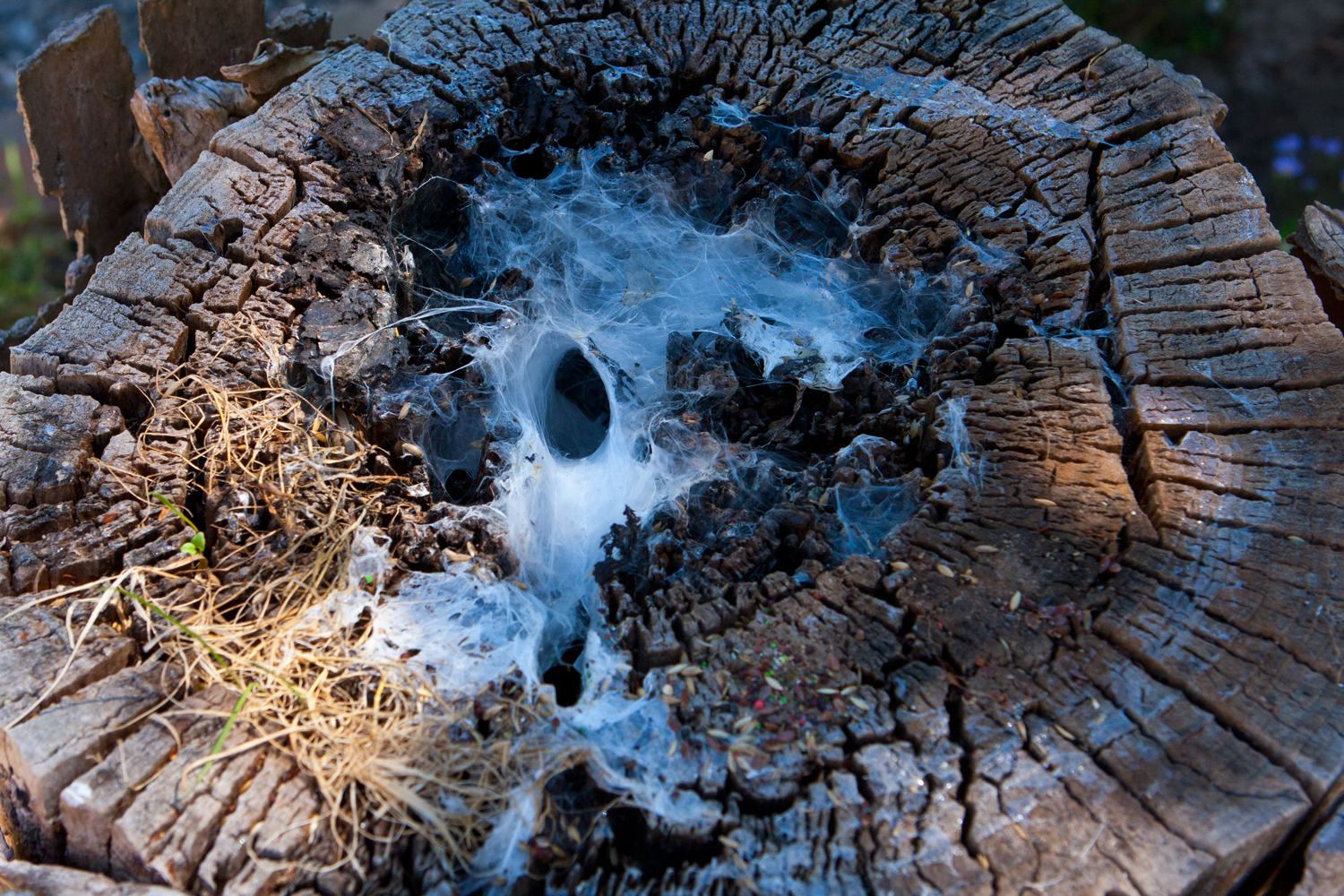
nid de Macrothele calpeiana

## Statut
Macrothele calpeiana est protégée au sein de l’Union Européenne.

## Publication originale
- Walckenaer, 1805 : Tableau des aranéides ou caractères essentiels des tribus, genres, familles et races que renferme le genre Aranea de Linné, avec la désignation des espèces comprises dans chacune de ces divisions, Paris, p. 1-88.